# Guring
Guring is een bestuurslaag in het regentschap Tanggamus van de provincie Lampung, Indonesië. Guring telt 950 inwoners (volkstelling 2010).